# Rally de Madrid de 1997
El Rally de Madrid de 1997, oficialmente 14.º Rally Villa de Madrid, fue la decimocuarta edición y la decimotercera cita de la temporada 1997 del Campeonato de España de Rally. Se celebró del 7-9 de noviembre y contó con un itinerario de trece tramos que sumaban un total de 165 km cronometrados.

## Itinerario
| Día   | Tramo | Nombre      | Distancia | Ganador                               | Tiempo | Líder        |
| ----- | ----- | ----------- | --------- | ------------------------------------- | ------ | ------------ |
| Día 1 | TC1   | Jarama      | 14.50 km  | Luis Climent                          | 7:57   | Luis Climent |
| Día 1 | TC2   | El Espartal | 9.60 km   | Luis Climent                          | 4:49   | Luis Climent |
| Día 1 | TC3   | El Atazar   | 18.00 km  | Luis Climent                          | 8:48   | Luis Climent |
| Día 1 | TC4   | Morcuera    | 18.20 km  | Luis Climent                          | 9:33   | Luis Climent |
| Día 1 | TC5   | Navafría    | 16.40 km  | Luis Climent                          | 10:04  | Luis Climent |
| Día 1 | TC6   | Gandullas   | 7.90 km   | Luis Climent                          | 4:05   | Luis Climent |
| Día 1 | TC7   | La Cabrera  | 5.40 km   | Luis Climent                          | 2:58   | Luis Climent |
| Día 1 | TC8   | El Espartal | 9.60 km   | Luis Climent                          | 4:51   | Luis Climent |
| Día 1 | TC9   | El Atazar   | 18.00 km  | Luis Climent                          | 9:08   | Luis Climent |
| Día 1 | TC10  | Morcuera    | 18.20 km  | Jaime Azcona                          | 9:47   | Luis Climent |
| Día 1 | TC11  | Navafría    | 16.40 km  | Miguel Martínez-Conde Manuel Muniente | 10:22  | Luis Climent |
| Día 1 | TC12  | Gandullas   | 7.90 km   | Manuel Muniente                       | 4:04   | Luis Climent |
| Día 1 | TC13  | La Cabrera  | 5.40 km   | Luis Climent                          | 2:59   | Luis Climent |

## Clasificación final
| Pos. | Piloto                | Copiloto            | Automóvil                | Tiempo  | Diferencia |
| ---- | --------------------- | ------------------- | ------------------------ | ------- | ---------- |
| 1.   | Luis Climent          | Álex Romaní         | Renault Mégane Maxi      | 1:29:41 | 0.0        |
| 2.   | Miguel Martínez-Conde | Felipe Alonso       | Renault Mégane Maxi      | 1:30:15 | +0:34      |
| 3.   | Jaime Azcona          | Julius Billmaier    | Peugeot 306 Maxi         | 1:31:12 | +1:31      |
| 4.   | Manuel Muniente       | Joan Ibáñez         | Peugeot 306 Maxi         | 1:31:42 | +2:01      |
| 5.   | Miguel Ángel Fuster   | José Vicente Medina | Peugeot 306 S16          | 1:32:25 | +2:44      |
| 6.   | Daniel Alonso         | Salvador Belzunces  | Ford Escort Maxi Kit Car | 1:34:55 | +5:14      |
| 7.   | Salvador Cañellas jr. | Alberto Sanchís     | Seat Ibiza Kit Car       | 1:36:20 | +6:39      |
| 8.   | David Guixeras        | Guifré Pujol        | Peugeot 106 XSi          | 1:36:21 | +6:40      |
| 9.   | Sergio Vallejo        | Diego Vallejo       | Citroën ZX 16V           | 1:38:24 | +8:43      |
| 10.  | Javier Azcona         | Inma Vittorini      | Citroën ZX 16V           | 1:39:38 | +9:57      |